# Консумент

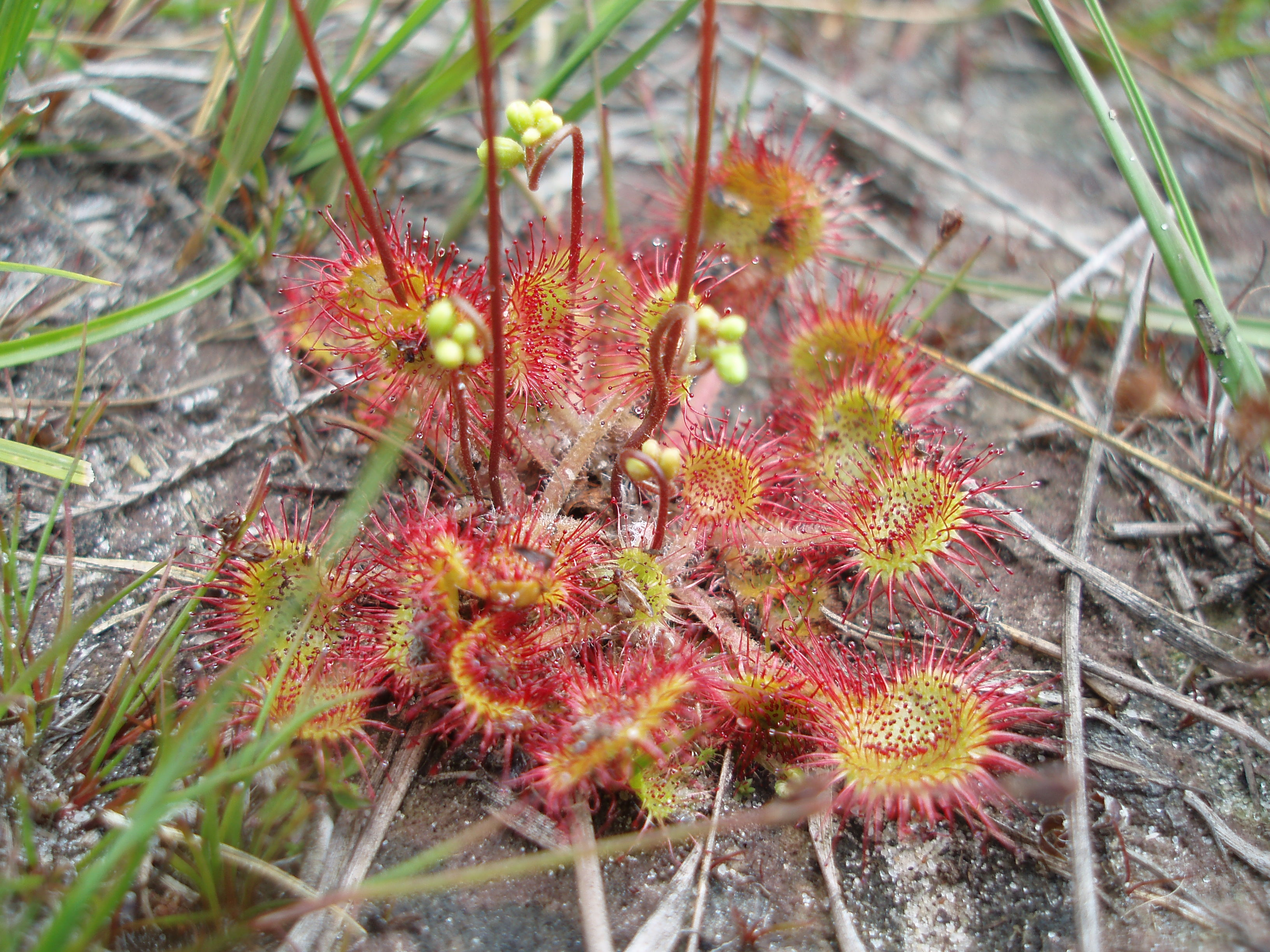

Консуме́нти — гетеротрофні та геозидальні організми, що отримують енергію за рахунок споживання готової органічної речовини. У одному трофічному ланцюзі можуть бути консументи 1-го порядку (рослиноїдні тварини) та консументи 2-го та 3-го порядків (хижаки). Наприклад, консументи 3-го порядку (крупні хижаки) поїдають консументів 2-го (дрібні хижаки), які поїдають, у свою чергу, консументів 1-го порядку.
Серед консументів є травоїдні (тварини, що живляться рослинною їжею), всеїдні (тварини, що споживають як рослинну, так і тваринну їжу), м'ясоїдні, а також паразити. Кількість видів цієї групи найбільша — понад 1,5 млн, а їхня маса становить близько 2,3∙108 т.
Будь- який консумент є гетеротрофом, тому що не здатний синтезувати органічні речовини з неорганічних. Термін «консументи (першого, другого і так далі) порядку» дозволяє більш точно вказати місце організму в ланцюзі харчування. Редуценти (наприклад, гриби, бактерії гниття) також є гетеротрофами, від консументів їх відрізняє здатність повністю розкладати органічні речовини (білки, вуглеводи, ліпіди та інші) до неорганічних (вуглекислий газ, аміак, сечовина, сірководень), завершуючи кругообіг речовин в природі, створюючи субстрат для діяльності продуцентів (автотрофів).